# Holocaust (miniserial)
Holocaust (ang. Holocaust: The Story of the Family Weiss) – miniserial telewizyjny wyprodukowany w czterech odcinkach w 1978 roku przez amerykańską telewizję NBC.

## Fabuła
Film opowiada historię Holokaustu z punktu widzenia fikcyjnej rodziny niemieckich Żydów o nazwisku Weiss. Historia zaczyna się w czasach Republiki Weimarskiej i poprzez dojście do władzy nazistów, tworzenie gett żydowskich oraz kierowanie do obozów koncentracyjnych opisuje zagładę Żydów.

## Produkcja
Holocaust wyprodukował Robert „Buzz” Berger, a zdjęcia do niego kręcono w Austrii oraz Zachodnim Berlinie. Wyświetlany był w czterech częściach między 16–19 stycznia 1978 roku przez kanał NBC. Cieszył się także dużą popularnością w Europie, szczególnie w Niemczech.

## Reakcje
Serial stał się bardzo popularny na zachodzie wywołując szok, szczególnie wśród widzów amerykańskich i niemieckich. Niektórzy z krytyków oskarżyli serial o trywializowanie Holokaustu. Dodatkowo poruszono kwestie komercjalizacji tej tragedii, ponieważ telewizyjne realia spowodowały, że stacja NBC przerywała emitowany film blokami reklamowymi. Zarzucano jej z tego powodu czerpanie korzyści z wykorzystywania czyjejś tragedii.
Zarzucano także serialowi brak wiarygodności, teatralność oraz nierealistyczne ujęcie przedstawianych wydarzeń. Wśród krytyków znaleźli się także ocaleni z Holokaustu, jak znany w USA autor Elie Wiesel, który nazwał serial „nieprawdziwym, obraźliwym i tanim”. Również według oceny Agnieszki Holland serial jest kiczem.
Dla Polaków z kolei kontrowersyjne stało się przedstawienie żołnierzy odzianych we wrześniowe mundury wojska polskiego, którzy wraz z Niemcami nadzorowali transporty Żydów do warszawskiego getta, rozstrzeliwali osadzonych w getcie oraz uczestniczyli w ataku na getto podczas powstania w getcie warszawskim.

## Nagrody
Holocaust doczekał się trzech nominacji do nagrody Złote Globy z czego zdobył w 1979 roku dwie w kategorii:
- Najlepszy aktor telewizyjny w dramacie – Michael Moriarty
- Najlepsza aktorka telewizyjna w dramacie – Rosemary Harris
- Najlepszy serial telewizyjny – dramat (nominacja)

W roku 1978 film zdobył także nagrodę niemieckich krytyków telewizyjnych.
Film pobił w 1979 roku m.in. serial telewizyjny BBC Ja, Klaudiusz zdobywając nagrody Emmy w wielu kategoriach:
- Projektant kostiumów – Peggy Farrell, Edith Almoslino
- Reżyseria – Marvin J. Chomsky (director)
- Montaż – Stephen A. Rotter, Robert M. Reitano, Craig McKay, Alan Heim, Brian Smedley-Aston
- Rola główna – Michael Moriarty
- Kobieca rola żeńska – Meryl Streep
- Produkcja – Herbert Brodkin, Robert Berger
- Scenariusz – Gerald Green

## Obsada
- Adolf Eichmann – Tom Bell
- Inga Helms Weiss – Meryl Streep
- Hans Frank – John Bailey

## Wydanie na nośniku DVD
Holocaust w maju 2008 roku ukazał się na nośniku DVD wydany przez Paramount.